# Сульфид палладия(IV)
Сульфид палладия(IV) — неорганическое соединение, соль металла палладия и сероводородной кислоты с формулой PdS2,
тёмно-коричневые кристаллы,
не растворяется в воде.

## Получение
- Сплавление хлорида палладия(II) с серой:

{\displaystyle {\mathsf {PdCl_{2}+4S\ {\xrightarrow {450-500^{o}C}}\ PdS_{2}+S_{2}Cl_{2}}}}

## Физические свойства
Сульфид палладия(IV) образует тёмно-коричневые кристаллы
ромбической сингонии,
пространственная группа P bca,
параметры ячейки a = 0,5460 нм, b = 0,5541 нм, c = 0,7531 нм, Z = 4.
Не растворяется в воде.

## Химические свойства
- Разлагается при нагревании:

{\displaystyle {\mathsf {PdS_{2}\ {\xrightarrow {600^{o}C}}\ PdS+S}}}